# Waitea circinata
Waitea circinata är en svampart som beskrevs av Warcup & P.H.B. Talbot 1962. Waitea circinata ingår i släktet Waitea och familjen Corticiaceae.   Inga underarter finns listade i Catalogue of Life.